# Кламорган, Жан де
Жан де Кламорга́н (фр. Jean de Clamorgan; 1480, Саан-Сен-Жюст — после 1566) — французский мореплаватель, писатель и картограф.

## Биография
Жан де Кламорган происходил из старинного благородного рода сакского происхождения, члены которого встали на сторону Вильгельма Завоевателя во время нормандского завоевания Англии. Один из предков Жана, Тома де Кламорган, был знаменосцем Роберта Куртгёза и Готфрида Бульонского во время Первого крестового похода. Однако в XIII—XV веках значение рода сильно снизилось.
Жан де Кламорган родился в 1480 году в Нормандии, предположительно в Саан-Сен-Жюсте, современный департамент Приморская Сена. В юном возрасте поступил на службу на французский королевский военный флот. Уже в 1517 году он первым получил от короля звание капитана флота Понанта, что примерно соответствует современному званию вице-адмирала. Однако военная карьера Кламоргана известна лишь очень фрагментарно, в том числе из-за того, что за годы своей службы Жан де Кламорган часто действовал в качестве корсара.
В 1538 году Жан де Кламорган командовал судном La Réale, доставившим Марию де Гиз — новую супругу шотландского короля Якова V на её новую родину. В октябре 1543 года Жан де Кламорган отправился в составе делегации нормандского дворянства из Руана в Нарбонну для встречи с королём Франции с целью обсуждения ситуации в регионе. В 1548 году он упоминается в качестве уполномоченного по оснащению трёх вновь построенных кораблей в порту Гавра. В 1551 году Кламорган добавил к своему титулу сеньора Сааны титул сеньора Бракмона. В 1562 году он упоминается как строитель укреплений в Дьепе. В последний раз упоминается в 1566 году как автор одной из опубликованных в Париже книг.

## Картограф и писатель
Жан де Кламорган составил географический атлас, который не дошёл до нашего времени. Этот атлас упоминается в различных источниках под названиями:
- Cartes géographiques de Jean Clamorgan, au roy François Ier (с фр. — «Географические карты Жана де Кламоргана [для] короля Франциска I».
- Cosmographie ou Caries géographiques el hydrographiques, faites par Jean de Clamorgan, sieur de Saane, capitaine d’un des galions du Roi dans la mer du Ponant, et présentées au roi François Ier, avec les figures des instruments, in-folio maximo (с фр. — «Космография, или Географические и гидрографические карты, сделанные Жаном де Кламорганом, сеньором Саана, капитаном одного из королевских галеонов в море Понанта, и представленные королю Франциску I, с фигурами инструментов, in-folio maximo»)

Атлас Кламоргана хранился в королевской библиотеке и высоко ценился королём Франциском I. Атлас исчез во время Французской революции и его дальнейшая судьба неизвестна — попытки обнаружить его не принесли результатов.

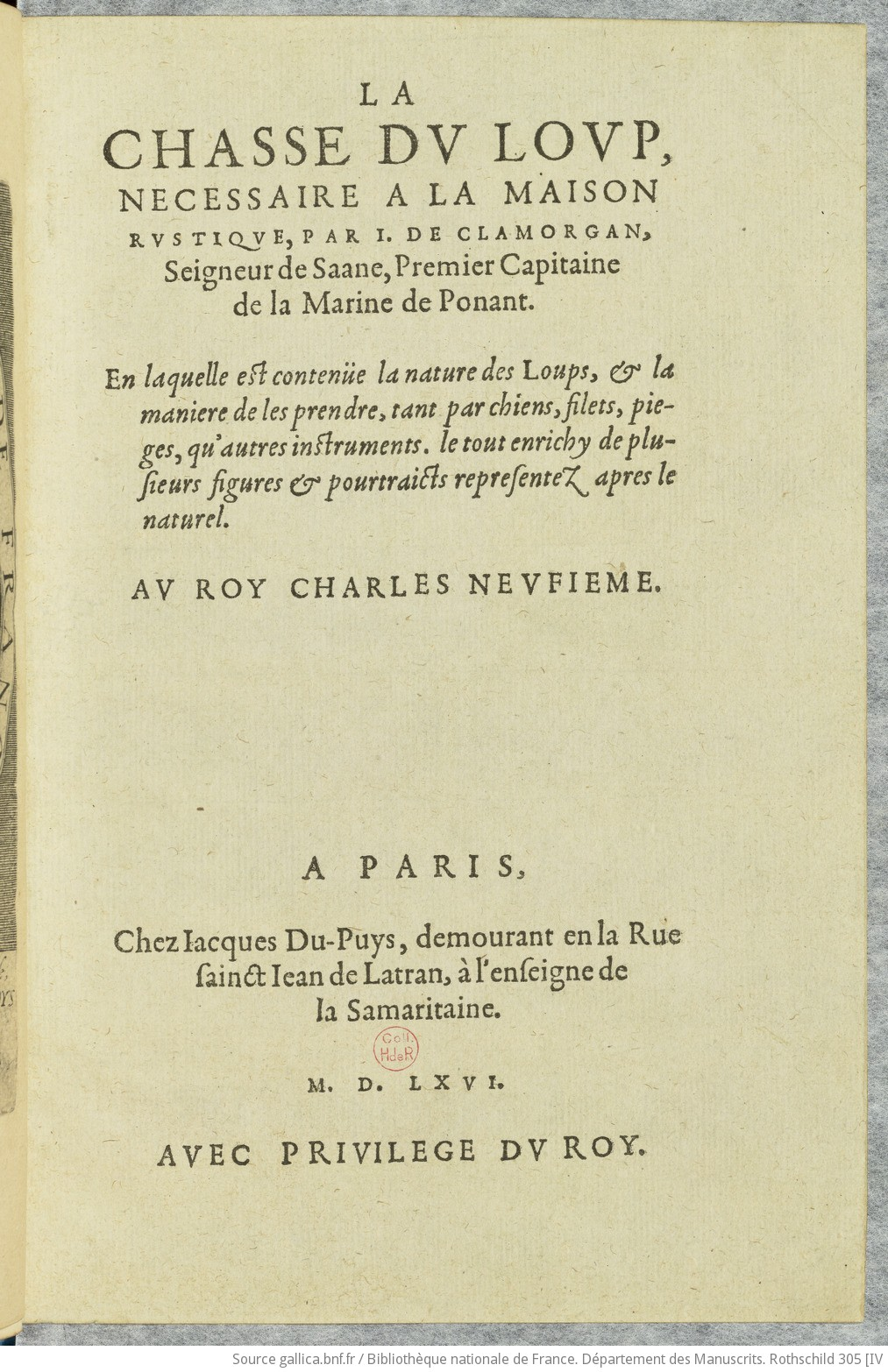
Титульный лист первого издания «Охоты на волка…»

Также Жан де Кламорган был известен как страстный охотник на волков. Наиболее известна книга под названием La Chasse du Loup, necessaire à la maison rustique (с фр. — «Охота на волка, необходимая для сельского дома»), которая пользовалась большой популярностью в своё время. Первое издание книги вышло в 1566 году, а в последующие несколько десятилетий она выдержала около 30 изданий, была переведена на немецкий (1582) и итальянский (1583) языки. В книге автор подробно рассматривал природу волка, методику дрессировки охотничьих собак и способ использования частей тела добычи. В предисловии к книге содержится также обещание автора написать ещё одну книгу, посвящённую строительству судов, навигации и морскому бою, но нет никаких свидетельств того, что это обещание было выполнено. Впоследствии книга также время от времени переиздавалась во Франции, иногда с комментариями и обновлениями — например, в 1866 и 1881 году.

## Комментарии
1. ↑  Французский королевский военный флот подразделялся на флот Леванта, действовавший в Средиземном море, и флот Понанта, действовавший в Атлантике